# Halopyrgus
Halopyrgus is een geslacht van weekdieren uit de klasse van de Gastropoda (slakken).

## Soorten
- Halopyrgus pagodulus Haase, 2008
- Halopyrgus pupoides (Hutton, 1882)